# Louis-Hippolyte Lafontaine
Louis-Hippolyte Lafontaine (o La Fontaine) Baronet (1854) (4 d'octubre de 1807 – 26 de febrer de 1864 Mont-real) va ser el primer canadenc a ocupar el lloc de Primer Ministre de la Província Unida del Canadà i el primer cap d'un govern responsable al Canadà.

## Biografia
Va néixer a Boucherville, Baix Canadà, el 1807. Jurista i estadista, Lafontaine fou elegit inicialment com a representant davant l'Assemblea Legislativa del Baix Canadà el 1830. Va ser partidari de Papineau i membre del Parti canadien (posteriorment anomenat el Parti patriote). Després de les severes conseqüències de les Rebel·lions de 1837 contra les autoritats britàniques, va propugnar l'adopció de reformes polítiques dins del nou règim d'Unió de 1841.
En aquesta Unió d'ambdós Canadàs va treballar amb Robert Baldwin i Francis Hincks en la creació d'un partit de reformistes liberals de l'Alt i Baix Canadà. Juntament amb Baldwin va formar un govern el 1842 però va renunciar el 1843. El 1848 Lord Elgin li va sol·licitar que formés la primera administració sota la nova política de govern responsable. El govern Lafontaine-Baldwin, format l'11 de març, va lluitar per la restauració de l'estatus d'oficialitat de l'idioma francès, que havia estat abolida en l'Acta d'Unió, i el principi de govern responsable i la doble majoria per a l'aprovació de lleis.
Mentre Baldwin estava reformant a l'Alt Canadà, Lafontaine va aprovar lleis per abolir la tenure seigneuriale (sistema senyorial) i una amnistia àmplia per als líders de les rebel·lions del Baix Canadà que estaven exiliats. Si bé la llei va ser aprovada, no va ser acceptada pels lleials de l'Alt Canadà que van protestar amb violència i van cremar el Parlament de Mont-real.

## Honors pòstums
A la regió de Mont-real, tant el "Pont-túnel Louis-Hippolyte Lafontaine" com el parc urbà "Parc Lafontaine" han estat batejats en el seu honor. Una estàtua de Lafontaine i Baldwin es troba emplaçada en el Parlament a Ottawa.

## Obres

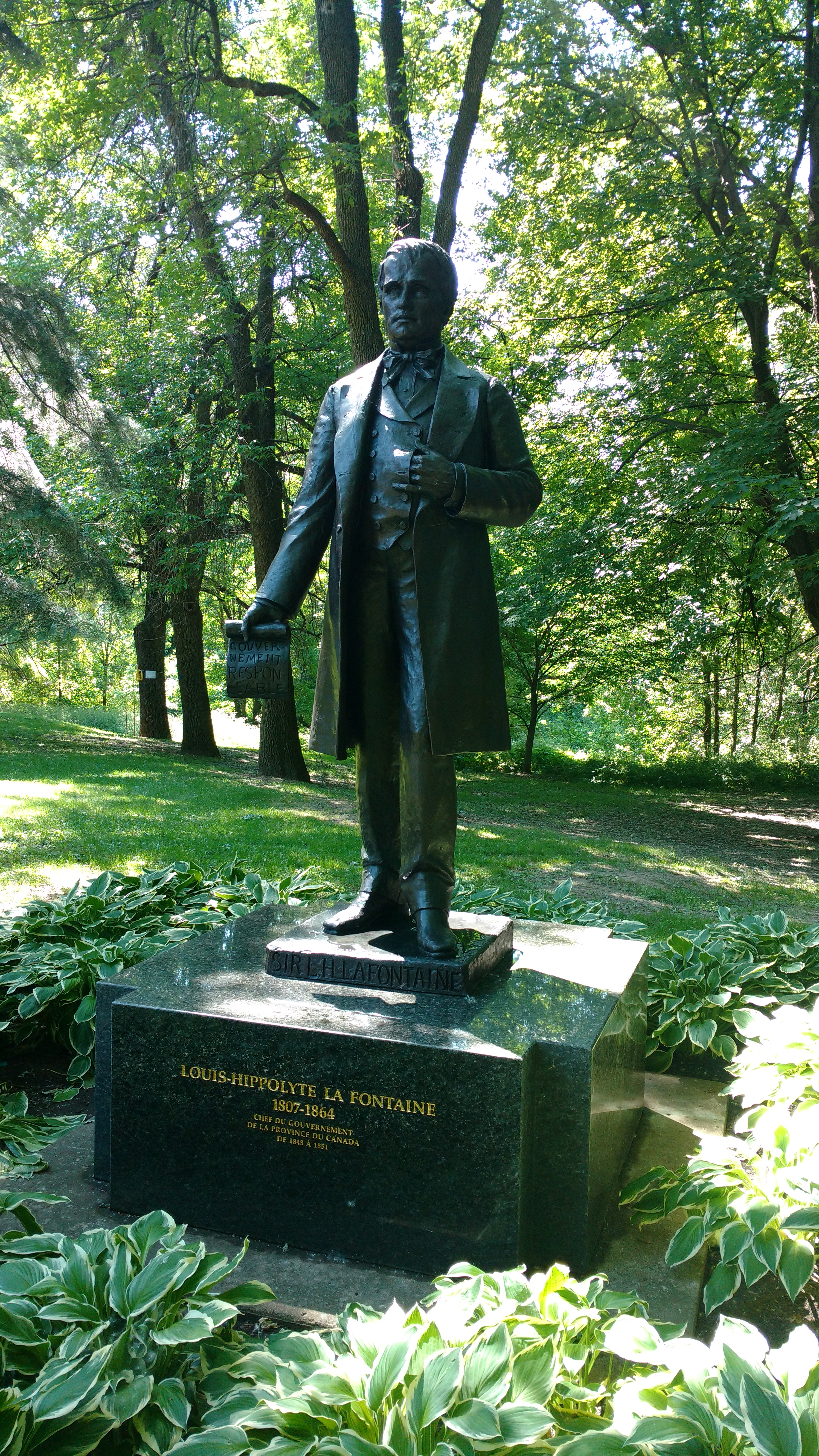
Estàtua Louis-Hippolyte La Fontaine, parc De la Brocquerie, Boucherville

- Les deux girouettes, ou l'hypocrisie démasquée, Montréal, 1834 (Link web)
- Notes sur l'inamovibilité des curés dans le Bas-Canada, Montréal, 1837
- Analyse de l'ordonnance du Conseil spécial sur les bureaux d'hypothèques [...], Montréal, 1842
- De l'esclavage en Canada, Montréal, 1859[3] (Link web)
- De la famille des Lauson. Vice-rois et lieutenants généraux des rois de France en Amérique, 1859 (Link web)
- Adresse aux électeurs du comté de Terrebonne, 1840 (Link web)